# Église Notre-Dame de Grâces
Pour les articles homonymes, voir Église Notre-Dame et Notre-Dame-de-Grâces.
L'église Notre-Dame est une église située à Grâces dans le département des Côtes-d'Armor, en France. 

## Historique
L'église est classée au titre des monuments historiques par arrêté du 1er juillet 1907. 